# St. Andrews (Manitoba)
St. Andrews es un municipio rural canadiense situado en la provincia de Manitoba.

## Superficie
St. Andrews tiene una superficie de 739,61 km².

## Demografía
En 2021, tenía 11 723 habitantes, una densidad poblacional de 15,9 hab./km², y 4736 viviendas.